# Thiago Humberto
Thiago Humberto Gomes (Lins, 6 de julho de 1985), é um ex-futebolista brasileiro que atuava como meia.

## Carreira
Oriundo das categorias de base do Barueri, foi uma das revelações da Copa São Paulo de Futebol Júnior de 2006.
No fim de 2009, após um bom Campeonato Brasileiro, o atacante foi contratado pelo Sport Club Internacional, jogando no clube gaúcho a partir de 2010.
Com Jorge Fossati, nos primeiros meses de 2010, chegou a ser alternativa para o time titular, mas posteriormente perdeu espaço.
Em 15 de julho de 2010, acerta sua ida por empréstimo ao Vitória. O jogador estreia em 1 de agosto, contra o Botafogo, num jogo em que o Vitória poupava vários titulares. Thiago vestiu a camisa 10 e viu sua equipe ser derrotada por 3 a 1. Com seu pouquíssimo aproveitamento entre os titulares do rubro-negro baiano, ele acaba sendo devolvido antes mesmo do término do Brasileirão.
Iniciou 2011 no time B do Inter. No dia 3 de março de 2011, o jogador é emprestado ao Ceará, onde ajudou na conquista do título Arrastão do Estadual e jogou até dezembro de 2011, mas acabou não renovando com o clube da capital cearense e voltou ao Internacional.
Em janeiro de 2012, Thiago é contratado pelo Goiás por empréstimo de um ano, entretanto, no meio de 2012, ele é negociado com o América Mineiro, também por empréstimo, onde fica por algum tempo.
No começo do segundo semestre de 2013 o atleta rescinde seu contrato com o Internacional e acerta sua volta ao Ceará. Em setembro, já com a documentação regularizada, depois de 2 dias treinando, ele se machuca. O jogador é dispensado logo após o fracasso do Ceará ao não conquistar o almejado acesso.
Em 30 de dezembro de 2013, acerta, por um ano, com o Criciúma. Pouco tempo depois o atleta tem seu contrato rescindido, após mal desempenho no Campeonato Catarinense, e, juntamente com outros 4 jogadores.
No começo de maio de 2014 ele acerta com o Paraná. Depois de algum tempo, ele acaba deixando o clube paranaense, alegando não ter recebido vários meses de salários. Pelo clube paranaense, atuou apenas 13 vezes e marcou um gol.
Logo no começo de 2015, o jogador acerta com o Novo Hamburgo, clube do interior gaúcho, para disputar o Campeonato Estadual.
No dia 14 de julho de 2015, o atleta acerta com o time de sua cidade-natal, o Linense, para a disputa da Copa Paulista, um contrato que pode ser prorrogado para o Paulistão de 2016.
Em agosto de 2016, foi emprestado ao Criciúma até o fim do Campeonato Brasileiro da Série B.
No primeiro semestre de 2019, atuou em 12 partidas da Série A2 do Campeonato Paulista pelo Linense. Em maio do mesmo ano, acerta com o Novorizontino para a Série D do Brasileiro.
No início de 2021, renova o contrato com o Linense para a disputa da Série A3 do Campeonato Paulista.
Em abril de 2022, foi contratado pela Inter de Limeira para a Série D do Campeonato Brasileiro.

## Títulos
Barueri
- Campeão Paulista do Interior: 2008
- Campeonato Brasileiro - Série C: 2006 (acesso para a Série B)
- Campeonato Paulista - Série A2: 2006
- Campeonato Paulista - Série A3: 2005

Ceará
- Campeonato Cearense: 2011

Goiás
- Campeonato Goiano: 2012

Linense
- Copa Paulista: 2015